# Logan County (Ohio)
 For alternative betydninger, se Logan County. (Se også artikler, som begynder med Logan County)
Logan County er et county i den amerikanske delstat Ohio. Amtet grænser op til Hardin County i nord, Union County i øst, Champaign County i syd, Shelby County i vest og Auglaize County i nordvest. 

## Demografi
Gennemsnitsindkomsten for en hustand var $41,479 årligt, mens gennemsnitsindkomsten for en familie var på $47,516 årligt.

## Eksterne Links
- Wikimedia Commons har flere filer relateret til Logan County (Ohio)

40°23′24″N 83°46′12″V / 40.39000°N 83.77000°V